# San Giovanni Battista delle Monache
San Giovanni Battista delle Monache bivša je rimokatolička crkva smještena na adrwesi Via Costantinopoli 106 u središnjem Napulju, regija Kampanija, Italija.

## Povijest
Cesare Calense (?-1640.) naslikao je Polaganje za izvornu crkvu oko 1590.-1600. Današnja crkva izgrađena je uglavnom tijekom 1673.-1681. prema nacrtima Francesca Antonija Picchiattija. Pročelje je dodano u 18. stoljeću, a dizajnirao ga je Giovan Battista Nauclerio. U 19. stoljeću, klaustar San Giovanniello, koji stoji preko puta Via Sapienza, postao je dom Accademia di Belle Arti u Napulju. Ovu urbanu rekonstrukciju režirao je Enrico Alvino; i uključivao je rušenje Bastiona Vasto, kako bi se napravio prostor za Teatro Bellini. Šteta od potresa 1930. godine sanirana je tek 1970. godine, a sva pokretna unutarnja dekoracija je premještena. Crkva je zatvorena i restaurirana 2011. godine.

## Interijer
Bočne kapele sadržavale su slike Luce Giordana, Francesca di Marije, Bernarda Cavallina, Giovannija Balduccija, Nicole Fuma i Andree Vaccara. Također je sadržavao slike Massima Stanzionea, Giacoma Farellija i Paola De Matteisa ; skulpturalna dekoracija pretrpjela je velika oštećenja.

## Vanjske poveznice
|  | Zajednički poslužitelj ima još gradiva o temi San Giovanni Battista delle Monache |

- Napoligrafija, zapis na crkvi.